# 婁圭
婁 圭（ろう けい、生没年不詳）は、中国後漢時代末期の武将、政治家。字は子伯。荊州南陽郡の人。

## 事跡
若い頃、数万の兵と千の馬を手に入れて後世に名を著すことを志し、仲間に笑われた。後に亡命者を匿って死刑になるところだったが、脱走し変装したので逃げ延びることができた。
初平年間に、荊州北境に衆を集め、群雄の一人として割拠していた。劉表と連合し、食料を求め襲撃してきた張済を討ち取るが、婁圭の下に立つ事を望まない王忠に撃ち破られてしまった。その後、婁圭は劉表の元を離れ曹操配下となった。
曹操は婁圭を大将としたものの、軍を統率させず、会議で常に議論させた。河北平定後は、曹操に随行して冀州に滞在した。ある時、曹操が子供たちを連れて外出した際、婁圭もこれに随従したが、婁圭は左右に向かって「この家（曹氏）の父子は、今日の様な楽しみを味わった事があるのだろうか」と言った。これをある者から聞いた曹操は、この言を自分に対する誹謗と判断し、後に婁圭を処刑してしまった。
なお、『三国志』魏書「武帝紀」注『曹瞞伝』は以下のような逸話を載せている。建安16年（211年）、曹操が渭水で馬超と戦った際、地質の悪さから塞を築くことができなかった。婁圭が「今は気候が寒い時であり、水をかければ一晩で塞ができる」と進言したため、曹操はこれに従って塞を築いたとされる。しかし、実際の時期は閏8月であり、裴松之も事実の筈がないと否定している。

## 物語中の婁圭
小説『三国志演義』では、史実とは全く異なる特徴の人物として描かれ、「婁子伯」の名で登場している。道号は「夢梅道士」、京兆の人で終南山に隠棲している設定になっている。外見は鶴の如く、姿は松のよう、並々の者とも見えぬ人品とされる。渭水の戦いで現れ、曹操が賓客に対する態度で出迎えると、婁子伯は、馬超に対抗するために氷の城を作るよう示唆する。曹操は喜んで贈り物をしようとしたが、婁子伯はそれを一切受け取らずに去っている。